# 3776 Вартиовуори
3776 Вартиовуори (3776 Vartiovuori) је астероид главног астероидног појаса. Приближан пречник астероида је 23,42 ,
а средња удаљеност астероида од Сунца износи 3,182 астрономских јединица (АЈ).
Инклинација (нагиб) орбите у односу на раван еклиптике је 27,409 степени, а орбитални период износи 2073,434 дана (5,676 година). Ексцентрицитет орбите астероида износи 0,064.
Апсолутна магнитуда астероида износи 10,40 а геометријски албедо 0,222.
Астероид је откривен 5. априла 1938. године.